# Alexander Petrowitsch Smirnow
Alexander Petrowitsch Smirnow (russisch Александр Петрович Смирнов; * 12. April 1996 in Kirs) ist ein russischer Fußballspieler.

## Karriere
Smirnow begann seine Karriere bei Lokomotive Moskau. Im Januar 2016 wechselte er zum Drittligisten FSK Dolgoprudny. In eineinhalb Jahren in Dolgoprudny absolvierte er 24 Spiele in der Perwenstwo PFL, in denen er zwei Tore erzielte. Zur Saison 2017/18 wechselte er nach Kroatien zum Zweitligisten NK Novigrad. Für Novigrad kam er zu 18 Einsätzen in der 2. HNL.
Im Juli 2018 kehrte Smirnow nach Russland zurück und schloss sich dem Zweitligisten FK Chimki an. Sein Debüt in der Perwenstwo FNL gab er im Juli 2018 gegen den FK Sotschi. In der Saison 2018/19 spielte er 29 Mal in der zweithöchsten russischen Spielklasse. In der Saison 2019/20 kam er bis zum Abbruch der Spielzeit zu elf Zweitligaeinsätzen für Chimki, mit dem Verein stieg er nach dem Abbruch in die Premjer-Liga auf.
Nach dem Aufstieg wechselte er zur Saison 2020/21 zum Neo-Ligakonkurrenten FK Rostow. Im August 2020 debütierte er gegen Ural Jekaterinburg in der Premjer-Liga. Nach einem Einsatz für Rostow wurde er im September 2020 allerdings an den Zweitligisten FK Orenburg verliehen. Bis zum Ende der Leihe kam er zu 15 Zweitligaeinsätzen in Orenburg. Zur Saison 2021/22 wurde er an den ebenfalls zweitklassigen FK SKA-Chabarowsk weiterverliehen. Nach 18 Zweitligaeinsätzen kehrte er in der Winterpause vorzeitig nach Rostow zurück. Mitte Januar folgte anschließend die nächste Leihe an einen Zweitligisten, diesmal schloss er sich Kamas Nabereschnyje Tschelny an.